# Mahmud Mursi
Mahmud Mursi, arab. محمود مرسي, Mahmoud Morsi (ur. 7 czerwca 1923 w Aleksandrii, zm. 24 kwietnia 2004 tamże) – egipski aktor filmowy, telewizyjny i teatralny, wykładowca sztuki filmowej.

## Życiorys
Uczęszczał do włoskiej szkoły średniej i ukończył studia na Wydziale Filozofii Uniwersytetu Aleksandryjskiego. W 1951 wyjechał do Francji i studiował reżyserię filmową w Institut des hautes études cinématographiques w Paryżu. Po uzyskaniu dyplomu pozostał w Paryżu. W 1955 przeprowadził się do Wielkiej Brytanii, gdzie współpracował z BBC. W 1956, po wybuchu kryzysu sueskiego, zrezygnował z pracy w Anglii, powrócił do Egiptu i nawiązał współpracę z radiem egipskim jako reżyser i aktor. Po 1960, kiedy uruchomiono egipską telewizję, wyjechał na kilka miesięcy do Rzymu, gdzie studiował reżyserię telewizyjną, a po powrocie do Egiptu pracował przez jakiś czas w telewizji.
Zadebiutował na ekranie w 1962 w filmie kinowym Ana Al Hareb (arab. أنا الهارب, ang. I am the Fugitive), a w 1965 zaczął występować jako aktor teatralny. Był długoletnim wykładowcą Wyższego Instytutu Sztuki Filmowej w Kairze. Zagrał w 25 filmach kinowych, w tym dwukrotnie w ekranizacjach prozy Nadżiba Mahfuza (filmy Al-Seman W Al-Kahreef, 1967, arab. السمان والخريف, ang. The Quail and Autumn, oraz Al-Shahat, 1973, arab. الشحات, ang. The Beggar). Największą sławę przyniosła mu rola Atrisa w filmie Shey Min Al-Khouf (1969, arab. شيء من الخوف, ang. A Touch of Fear). Ostatni film kinowy nakręcił w 1986; później występował w rolach telewizyjnych. Zmarł na zawał serca w trakcie pracy nad nowym serialem telewizyjnym.
W 1964 i 1969 otrzymał dwie egipskie nagrody aktorskie, pierwszą za rolę w filmie Allaylat al'akhira (1963, arab. الليلة الأخيرة, ang. The Last Night), drugą za rolę w filmie Shey Min Al-Khouf. W 2023 pamięci Mahmuda Mursiego, z okazji setnej rocznicy jego urodzin, poświęcono 39. Międzynarodowy Festiwal Filmowy w Aleksandrii. Arabski serwis internetowy ElCinema.com wymienia łącznie 92 filmy i słuchowiska radiowe, w których wystąpił jako aktor. 

## Życie prywatne
Żoną Mursiego była egipska aktorka Samiha Ajjub, z którą miał syna Alę Mahmuda Mursiego, również aktora.

## Niektóre role filmowe
- Allaylat al'akhira(inne języki), 1963, arab. الليلة الأخيرة, ang. The Last Night (film kinowy, reżyseria Kamal asz-Szajch(inne języki), rola człowieka, który popełnia szokujące przestępstwo ze szlachetnych pobudek, partnerką Mursiego była m.in. egipska aktorka Fatin Hamama)[1]
- Shey Min Al-Khouf(inne języki), 1969, arab. شيء من الخوف, ang. A Touch of Fear (film kinowy, reżyseria Husajn Kamal(inne języki), rola Atrisa, naczelnika wioski Dahashna, bezwzględnego tyrana, partnerką Mursiego była m.in. egipska aktorka Shadia)[1][10]
- Zogti W El-Kalb(inne języki), 1971, arab. زوجتي والكلب, ang. My Wife and the Dog (film kinowy, reżyseria Sa’id Marzuk(inne języki), rola mężczyzny podejrzewającego żonę o zdradę, partnerką Mursiego była m.in. egipska aktorka Soad Hosny)[1][11]
- Oghnia Ala Al-Mamar(inne języki), 1972, arab. أغنية على الممر, ang. A Song on the Corridor (film kinowy, reżyseria Ali Abd al-Chalik(inne języki), rola egipskiego żołnierza w okresie wojny sześciodniowej z Izraelem w 1967)[1]
- Rihlat alsyd 'abu alela albasharii(inne języki), 1985, arab. رحلة السيد أبو العلا البشري, ang. The Trip of Mr. Abu-Ela Al-Bishry (serial telewizyjny, reżyseria Muhammad Fadil(inne języki), rola idealistycznego marzyciela)[1]
- El A'ila(inne języki), 1994, arab. العائلة, ang. The Family (serial telewizyjny, reżyseria Isma’il Abd al-Hafiz(inne języki), rola idealistycznego marzyciela)[1]

W 2007 filmy Shey Min Al-Khouf oraz Zogti W El-Kalb znalazły się na liście 100 najważniejszych filmów w historii kina egipskiego opracowanej przez Bibliotheca Alexandrina z okazji stulecia istnienia kina w Egipcie. W 2013 Shey Min Al-Khouf znalazł się na liście 100 najlepszych filmów arabskich przygotowanej przez Międzynarodowy Festiwal Filmowy w Dubaju, a w 2018 krytyk filmowy Sameh Fathy włączył go do książki Classic Egyptian Movies: 101 Must-See Films, opublikowanej po angielsku przez Amerykański Uniwersytet w Kairze.